# Turkish-Airlines-Flug 345
Turkish Airlines Flug 345 (Flugnummer: TK345) war ein planmäßiger Inlandsflug der türkischen Fluggesellschaft Turkish Airlines von Izmir nach Istanbul, auf dem am 30. Januar 1975 eine Fokker F28 verschwand. Erst sieben Jahre später konnte mit der Entdeckung des Wracks auf dem Grund des Marmarameers ein physischer Beweis für den Absturz der Maschine erbracht werden. Bei dem Unfall kamen 42 Menschen ums Leben.
Es handelte sich zum damaligen Zeitpunkt um den drittschwersten Flugunfall in der Türkei.

## Vorgeschichte
Nachdem im Januar 1974 auf derselben Strecke und Richtung der Turkish-Airlines-Flug 301 (mit dem gleichen Flugzeugtyp) sehr schwer – 66 Tote, 7 Verletzte, Totalschaden – verunfallte, wurden nachfolgende Flüge unter Verwendung der neuen Flugnummer TK 345 durchgeführt.

## Flugzeug
Die Maschine war eine Fokker F28-1000, die seit ihrer Erstauslieferung im Jahr 1972 an Turkish Airlines 3713 Flugstunden sowie 5062 Starts und Landungen absolviert hatte. Die Maschine war auf den Namen Bursa getauft worden. Sie trug die Seriennummer 11058 sowie das Luftfahrzeugkennzeichen TC-JAP.

## Verlauf
Das Flugzeug befand sich am 30. Januar 1975 bei Nachtdunkel auf einem Linienflug von Izmir nach Istanbul. Der Flug nach Istanbul war um 18:00 Uhr gestartet und verlief zunächst ohne besondere Vorkommnisse. Die Maschine setzte um 18:39 Uhr auf der Landebahn auf, jedoch wurde im nächsten Moment ein Fehlanflug eingeleitet, da in dem Moment der Landung wegen einer elektrischen Störung die Landebahnbefeuerung des Flughafens ausgefallen war. Die Piloten ließen die Maschine auf eine Höhe von 240 Metern steigen. Nachdem 22 Sekunden nach dem Fehlanflug die Befeuerung über die Notstromversorgung wieder aktiviert werden konnte, bat die Besatzung um 18:43 Uhr um Landeerlaubnis und bereitete einen zweiten Anflug vor. Die Flugsicherung wies sie aufgrund des bevorstehenden Starts einer Boeing 707 der Pan Am an, eine verlängerte Warteschleife zu fliegen. Als die Fluglotsen zehn Minuten später, um 18:53 Uhr versuchten, Kontakt mit der Maschine aufzunehmen, erhielten sie keine Antwort.

## Fund und Verbleib des Wracks
Über den Verbleib des Flugzeugs herrschte zunächst Unklarheit. Es dauerte schließlich sieben Jahre, bis die Absturzstelle auf dem Grund des Marmarameers, 30 Kilometer westlich des Flughafens lokalisiert werden konnte. Die Piloten hatten die Maschine, desorientiert über ihre tatsächliche Flughöhe, ins Wasser geflogen (Controlled flight into terrain).
Nach der Entdeckung des Wracks baten die Familien der Opfer die türkischen Behörden jahrelang vergeblich um eine Bergung des Wracks. Am 17. März 2009 zogen schließlich Krabbenfischer ein 3 × 3 Meter großes Trümmerstück mit einer Masse von 200 Kilogramm bei der Küste von Avcılar aus dem Meer. Nachdem der Luftfahrthistoriker Stuart Kline dieses Teil – ein Fragment des Hecks mit fünf Fensterrahmen – begutachtet hatte, übergab er es an Turkish Airlines.